# 小行星9637
小行星9637（英語：9637 Perryrose）是一颗围绕太阳公转的小行星。1994年8月9日，帕洛马山天文台在帕洛马山发现了此天体。
这颗小行星的绝对星等为240.24867等。